# Carole Merle
Carole Hélène Merle (Sauze, 24 de enero de 1964) es una deportista francesa que compitió en esquí alpino; campeona mundial en 1993.
Participó en cuatro Juegos Olímpicos de Invierno, entre los años 1984 y 1994, obteniendo una medalla de plata en Albertville 1992, en la prueba de supergigante, y el quinto lugar en Lillehammer 1994 (eslalon gigante).
Ganó tres medallas en el Campeonato Mundial de Esquí Alpino entre los años 1989 y 1993. En la Copa del Mundo consiguió veintidos victorias y 44 podios en total.
En 1992 fue nombrada caballero de la Legión de Honor.

## Palmarés internacional
| Juegos Olímpicos   | Juegos Olímpicos               | Juegos Olímpicos | Juegos Olímpicos |
| Año                | Lugar                          | Medalla          | Prueba           |
| ------------------ | ------------------------------ | ---------------- | ---------------- |
| 1992               | Albertville (Francia)          | Medalla de plata | Supergigante     |
| Campeonato Mundial |                                |                  |                  |
| Año                | Lugar                          | Medalla          | Prueba           |
| 1989               | Vail (Estados Unidos)          | Medalla de plata | Eslalon gigante  |
| 1991               | Saalbach-Hinterglemm (Austria) | Medalla de plata | Supergigante     |
| 1993               | Morioka (Japón)                | Medalla de oro   | Eslalon gigante  |